# Droits LGBT dans l'Union européenne

Situation légale des couples homosexuels dans l’Union européenne :
Mariage
Partenariat enregistré
Cohabitation légale (enregistrée)
Cohabitation non enregistrée
Droits de résidence

Certains droits des personnes lesbiennes, gays, bisexuelles et transgenres sont protégés par des traités et des lois au sein de l’Union européenne. L’homosexualité est légale dans tous les États membres, la discrimination à l’embauche est bannie depuis 2000. Néanmoins, les États ont différentes législations en ce qui concerne d’autres protections comme le concubinage, le partenariat enregistré, le mariage entre personnes du même sexe ou l’adoption homoparentale.
L’acceptation de l’homosexualité dans la société est élevée dans certains pays membres de l’Union européenne, l’Espagne (88 %), l’Allemagne (87 %) et la Tchéquie (80 %) sont parmi les pays acceptant le mieux les personnes LGBT selon l’étude du Global Pew Research Center study.

## Des droits protégés au niveau communautaire

### Une protection des droits par les traités européens
Le traité sur le fonctionnement de l'Union européenne, émet en ses articles 10 et 19 des dispositions relatives à la lutte contre la discrimination fondée sur l’orientation sexuelle. Ces dispositions ont été adoptées par le traité d'Amsterdam en 1999. La Charte des droits fondamentaux de l'Union européenne aussi interdit la discrimination fondée sur l’orientation sexuelle. 

### Une protection législative
Après l’inclusion des dispositions du traité d'Amsterdam, la directive établissant un cadre général pour l’égalité de traitement en matière d’emploi a été adoptée en 2000. Cette directive-cadre contraint les 27 États membres à adopter, dans les trois ans, une législation anti-discrimination dans l’emploi. Ce projet de loi a pour objectif d’inclure des dispositions visant à protéger les gens contre la discrimination fondée sur l’orientation sexuelle et aussi sur l’identité de genre.
En pratique, cela protège les citoyens de l’UE de se voir refuser un emploi ou d’être licencié en raison de leur orientation sexuelle. Elle les protège également contre le harcèlement par un collègue de travail en raison de leur orientation sexuelle. Elle ne couvre néanmoins pas le refus de services ou de traitement médical, le refus d’être donné une chambre double dans un hôtel, la protection contre l’intimidation à l’école et le refus de régimes de sécurité sociale (pensions de survivants, aide financière aux aidants). Néanmoins, cette protection, en vertu du droit de l’UE, est accordée pour des raisons de race ou de sexe.

## Mariage entre personnes du même sexe
Le mariage entre personnes du même sexe est reconnu dans 16 États sur la totalité de leur territoire : 
- Allemagne (2017),
- Autriche (2019),
- Belgique (2003),
- Danemark (2012),
- Espagne (2005)
- Estonie (2024),
- Finlande (2017),
- France (2013),
- Grèce (2024),
- Irlande (2015),
- Luxembourg (2015),
- Malte (2017)
- Pays-Bas (2001),
- Portugal (2010),
- Slovénie (2022),
- Suède (2009)

L’union civile est quant à elle légalisée dans 18 États : 
- Allemagne (2001),
- Autriche (2010),
- Belgique (2000),
- Chypre (2015),
- Croatie (2014),
- Estonie (2016),
- Finlande (2002),
- France (1999),
- Grèce (2016),
- Hongrie (2009),
- Irlande (2011),
- Italie (2016),
- Lettonie (2024),
- Luxembourg (2004),
- Malte (2014),
- Pays-Bas (1998),
- Slovénie (2006),
- Tchéquie (2006).

Au contraire de certains pays de l’Union européenne qui envisagent la légalisation du mariage entre personnes de même sexe ou une certaine forme de partenariat, sept autres pays ( Bulgarie,  Croatie,  Hongrie,  Lettonie,  Lituanie  Pologne et  Slovaquie) ont constitutionnellement défini le mariage comme étant l’union d’un homme et d’une femme.
Alors que l’Union européenne légifère pour améliorer la libre circulation des personnes, il n’existe aucune disposition pour la reconnaissance mutuelle des partenaires de même sexe. Le Parlement européen a toutefois approuvé un rapport appelant à la reconnaissance mutuelle de cette liberté.

## Adoption homoparentale
L’adoption homoparentale est pour sa part légale dans 15 États de l’Union européenne : 
- Allemagne (2017)
- Autriche (2015[7])
- Belgique (2006[8])
- Croatie (2020[9])
- Danemark (2010[10])
- Espagne (2005[11])
- France (2013[12])
- Grèce (2024)
- Irlande (2015[13])
- Luxembourg (2015)
- Malte (2014)
- Pays-Bas (2001[14])
- Portugal (2016)
- Slovénie (2022)
- Suède (2003)

## Droit national

### Présentation générale
| Pays       | Adhésion | Partenariat enregistré/union civile | Mariage homosexuel                   | Adoption homoparentale      | Servir dans l’Armée | Loi contre les discriminations | Loi contre les crimes haineux |
| ---------- | -------- | ----------------------------------- | ------------------------------------ | --------------------------- | ------------------- | ------------------------------ | ----------------------------- |
| Allemagne  | 1957     | Oui                                 | Oui                                  | Oui                         | Oui                 | Complète                       | Non                           |
| Autriche   | 1995     | Oui                                 | Oui                                  | Oui                         | Oui                 | Partielle                      | Non                           |
| Belgique   | 1957     | Oui                                 | Oui                                  | Oui                         | Oui                 | Complète                       | Oui                           |
| Bulgarie   | 2007     | Non                                 | Non (interdiction constitutionnelle) | Non                         | Oui                 | Complète                       | Oui                           |
| Chypre     | 2004     | Oui                                 | Non                                  | Non                         | Oui                 | Partielle                      | Non                           |
| Croatie    | 2013     | Oui                                 | Non (interdiction constitutionnelle) | Adoption par le beau-parent | Oui                 | Complète                       | Oui                           |
| Danemark   | 1973     | Oui                                 | Oui                                  | Oui                         | Oui                 | Complète                       | Oui                           |
| Espagne    | 1986     | Oui                                 | Oui                                  | Oui                         | Oui                 | Complète                       | Oui                           |
| Estonie    | 2004     | Oui                                 | Oui                                  | Adoption par le beau-parent | Oui                 | Complète                       | Oui                           |
| Finlande   | 1995     | Oui                                 | Oui                                  | Oui                         | Oui                 | Partielle                      | Non                           |
| France     | 1957     | Oui                                 | Oui                                  | Oui                         | Oui                 | Complète                       | Oui                           |
| Grèce      | 1981     | Oui                                 | Oui                                  | Oui                         | Oui                 | Partielle                      | Oui                           |
| Hongrie    | 2004     | Oui                                 | Non (interdiction constitutionnelle) | Non                         | Oui                 | Partielle                      | Non                           |
| Irlande    | 1973     | Oui                                 | Oui                                  | Oui                         | Oui                 | Complète                       | Oui                           |
| Italie     | 1957     | Oui                                 | Non (proposé)                        | Adoption par le beau-parent | Oui                 | Partielle                      | Non                           |
| Lettonie   | 2004     | Oui                                 | Non (interdiction constitutionnelle) | Non                         | Oui                 | Partielle                      | Non                           |
| Lituanie   | 2004     | Non                                 | Non (interdiction constitutionnelle) | Non                         | Oui                 | Complète                       | Oui                           |
| Luxembourg | 1957     | Oui                                 | Oui                                  | Oui                         | Oui                 | Partielle                      | Oui                           |
| Malte      | 2004     | Oui                                 | Oui                                  | Oui                         | Oui                 | Partielle                      | Non                           |
| Pays-Bas   | 1957     | Oui                                 | Oui                                  | Oui                         | Oui                 | Complète                       | Non                           |
| Pologne    | 2004     | Non (proposée)                      | Non (interdiction constitutionnelle) | Non                         | Oui                 | Partielle                      | Non                           |
| Portugal   | 1986     | Oui                                 | Oui                                  | Oui                         | Oui                 | Complète                       | Oui                           |
| Roumanie   | 2007     | Non (proposée)                      | Non                                  | Non                         | Oui                 | Complète                       | Oui                           |
| Slovaquie  | 2004     | Non                                 | Non (interdiction constitutionnelle) | Non                         | Oui                 | Partielle                      | Non                           |
| Slovénie   | 2004     | Oui                                 | Oui                                  | Oui                         | Oui                 | Complète                       | Oui                           |
| Suède      | 1995     | Oui                                 | Oui                                  | Oui                         | Oui                 | Complète                       | Oui                           |
| Tchéquie   | 2004     | Oui                                 | Non                                  | Non                         | Oui                 | Partielle                      | Non                           |

### Statistiques
| Droits                                     | États   | Population  | % de la population |
| ------------------------------------------ | ------- | ----------- | ------------------ |
| Reconnaissance des relations homosexuelles | 22 / 27 | 430 013 813 | 84,2 %             |
| Mariage homosexuel                         | 16 / 27 | 235 025 349 | 50,00%             |
| Adoption homoparentale                     | 15 / 27 | 217 402 120 | 42,8 %             |
| Droit de servir dans l’armée               | 27 / 27 | 446 834 578 | 100 %              |
| Loi complète contre les discriminations    | 13 / 27 | 270 671 206 | 53,3 %             |
| Loi contre les crimes haineux              | 15 / 27 | 259 252 055 | 50,8 %             |

## Sources